# Matilda – A musical
A Matilda – A musical (eredeti cím: Matilda the Musical) 2022-ben bemutatott amerikai–brit musical fantasyfilm, amelyet Matthew Warchus rendezett, Roald Dahl Matilda című regénye alapján. A főbb szerepekben Alisha Weir, Lashana Lynch, Stephen Graham, Andrea Riseborough és Emma Thompson látható.
Az Egyesült Királyságban 2022. november 25-én, az Amerikai Egyesült Államokban 2022. december 9-én a mozikban, Magyarországon 2022. december 25-én jelent meg a Netflixen.

## Cselekmény
Egy kórházban Mrs. Wormwood életet ad Matildának. Matilda szeretetteljes és okos gyermek lesz, aki imád olvasni, annak ellenére, hogy szülei elhanyagolják. A hatóságok rájönnek, hogy Matilda nem részesült megfelelő oktatásban, ezért Jennifer Honey tanárnő azt javasolja, hogy a lányt írassák be a Crunchem Hall iskolába. Mr. Wormwood dühös, amiért megbírságolták, amiért nem küldte iskolába a lányát, és bosszúból azt mondja a zsarnoki igazgatónőnek, Agatha Trunchbullnak, hogy Matilda egy szörnyű gyerek. Matilda válaszul zöld hajfestéket kever az apja hajtonikjába.
Az iskolába érkezve Matildát és új osztálytársát, Lavendert figyelmeztetik, milyen kegyetlenül bánnak ott a diákokkal. Miss Honey tanóráján Matilda megold egy bonyolult matematikai egyenletet, amelyet felnőtteknek szántak. Miss Honey lenyűgözve kéri Trunchbullt, hogy engedje Matildát egy idősebbekből álló osztályba, de Trunchbull megtagadja, mondván, senkire sem vonatkozhatnak kivételek. Otthon, amikor Matilda kritizálja az apját, Mr. Wormwood széttépi a könyvét; másnap Matilda ragasztót ken az apja kalapjába, bosszúból.
Ebéd közben Trunchbull Matildát vádolja meg azzal, hogy ellopott egy szelet csokitortát, ám Bruce Bogtrotter véletlenül elárulja magát egy böffentéssel. A gyerekek elmagyarázzák, hogy Trunchbull kedvenc büntetési módszere a „Fullasztó”, egy szöges szekrény. Trunchbull ráveszi Bruce-t, hogy egye meg az egész tortát, és megígéri, hogy megbocsát, ha sikerül. Bruce-nak sikerül, de Trunchbull megszegi ígéretét, és mégis a Fullasztóba küldi. Később Matilda osztálytársai arról énekelnek, mire vágynak, ha majd felnőnek.
Iskola után Matilda egy történetet mesél Mrs. Phelpsnek egy terhes artista és egy szabadulóművész házaspárról, akiket az artista mostohatestvére kényszerít egy életveszélyes mutatványra. Az artista súlyosan megsérül, és a szülés után meghal. A szabadulóművész nem hibáztatja a mostohatestvért, és megkéri, hogy segítsen felnevelni a lányát, ám a nő kegyetlenül bánik vele. Amikor a férfi rájön, hogy a kislányt a pincébe zárta, megvigasztalja a lányát, majd elindul, hogy szembeszálljon a mostohával, de soha nem tér vissza.
Másnap Trunchbull kemény tornagyakorlatokkal próbálja megtörni a gyerekek lázadását. Lavender becsempészi a kedvenc gőtéjét Trunchbull ivóvizébe, amitől az igazgatónő pánikba esik. Épp mielőtt Trunchbull megbüntetne egy másik diákot, Matilda közbelép, és megparancsolja neki, hogy hagyja abba. Trunchbull feldühödik és ráüvölt Matildára, aki ekkor fedezi fel telekinetikus képességét, és egy csészét hajít az igazgatónő fejéhez gondolati erővel. Trunchbull megrémül a gőtétől és elmenekül.
Ezután Miss Honey meghívja Matildát a kunyhójába, ahol kiderül, hogy a történetben szereplő artista és szabadulóművész az ő szülei voltak, a gonosz mostohatestvér pedig nem más, mint Trunchbull. Matilda feldühödve visszatér az iskolába, és telekinézisével elpusztítja a „Fullasztót”. Otthon megtudja, hogy apja átverte a maffiát, ezért a családjának Spanyolországba kell menekülnie.
Amikor a gyerekek visszatérnek az iskolába, Trunchbull kiszabja, hogy Miss Honey osztályának helyesen kell betűznie a szavakat, különben újra a „Fullasztóba” kerülnek. Lavendernek egy kitalált szót kell lebetűznie, ami miatt a gyerekek szándékosan hibásan kezdenek írni tiltakozásként. Trunchbull ekkor felfedi, hogy rengeteg új „Fullasztót” építtetett, hogy minden gyermeket megbüntethessen. Matilda ekkor telekinézisével egy üzenetet ír a táblára, úgy téve, mintha a szabadulóművész szelleme szólna Trunchbullhoz. Azt parancsolja neki, hogy adja vissza Miss Honey házát, különben baj lesz. Trunchbull nem hajlandó engedni, mire Matilda az erejével szó szerint kihajítja őt az iskolából. Miss Honey azt mondja Trunchbullnak, hogy többé ne térjen vissza, és visszaveszi tőle apja házának és az iskola épületének kulcsait. Miután Trunchbull elmenekül, a gyerekek ünnepelnek, és ledöntik Trunchbull szobrát.
Mr. és Mrs. Wormwood jönnek, hogy elvigyék Matildát Spanyolországba, de Miss Honey felajánlja, hogy gondját viseli. A Wormwood szülők ebbe beleegyeznek, Matilda pedig boldogan elfogadja. Miss Honey lesz az iskola új igazgatója, aki felújíttatja az iskolát, amit a diákok is örömmel fogadnak. Miss Honey és Matilda kölcsönösen hálásak egymásért.

## Szereplők
| Szerep                   | Színész                  | Magyar hang                            |
| ------------------------ | ------------------------ | -------------------------------------- |
| Matilda Wormwood         | Alisha Weir              | Bak Julianna                           |
| Miss Trunchbull          | Emma Thompson            | Kováts Kriszta                         |
| Miss Jennifer Honey      | Lashana Lynch            | Szabó Emília                           |
| Mr Wormwood              | Stephen Graham           | Rába Roland                            |
| Mrs Wormwood             | Andrea Riseborough       | Balsai Móni Ágoston Katalin (énekhang) |
| Mrs Phelps               | Sindhu Vee               | Pokorny Lia                            |
| Magnus                   | Carl Spencer             | Borbély Richárd                        |
| Doktor                   | Matt Henry               | Borbély Richárd                        |
| Légtornász               | Lauren Alexandra         | Gubik Petra                            |
| Amanda Thripp            | Winter Jarrett-Glasspool | Takó-Boross Flóra                      |
| Eric                     | Andrei Shen              | Peregovits Dániel                      |
| Nigel                    | Ashton Robertson         | Kovács András Bátor                    |
| Hortensia                | Meesha Garbett           | Stern Hanna Hegedűs Johanna (énekhang) |
| Bruce Bogtrotter         | Charlie Hodson-Prior     | Holló-Zsadányi Norman                  |
| Lavender                 | Rei Yamauchi Fulker      | Nagy Zselyke Hanna                     |
| Légtornász mostohanővére | Katherine Kingsley       | Ligeti Kovács Judit                    |

### Magyar változat
- Magyar szöveg: Faludi Katalin
- Dalszöveg: Nádasi Veronika
- Hangmérnök: Gábor Dániel
- Vágó: Kajdácsi Brigitta
- Gyártásvezető: Hódos Edina
- Szinkronrendező: Tabák Kata
- Zenei rendező: Bolba Tamás
- Produkciós vezető: Várkonyi Krisztina

A szinkront a Mafilm Audio Kft. készítette el.

## A film készítése
2013. november 15-én bejelentették, hogy Matthew Warchus és Dennis Kelly – a Matilda the Musical rendezője és írója, amely Roald Dahl Matilda című regényén alapul – visszatérnek a mű színpadi változatának filmadaptációjához. 2016 júniusában Tim Minchin megerősítette, hogy a Matilda the Musical filmadaptációja fejlesztés alatt áll, és hozzátette: „valószínűleg a következő 4-5 évben készül majd el.” Mara Wilson, aki a regény 1996-os filmváltozatában (rendező: Danny DeVito) alakította Matildát, így nyilatkozott: „Talán, ha filmet csinálnak belőle, lehetne egy cameo-szerepem, de ez az ő döntésük.”
2018. november 27-én kiderült, hogy a Netflix animációs sorozatként készíti el a Matildát, amely egy „animációs eseménysorozat” része lesz más Roald Dahl-könyvek, például a Szofi és a Habó, a The Twits és a Karcsi és a csokoládégyár mellett. 2019 novemberében Danny DeVito elmondta, hogy „mindig is szeretett volna” folytatást készíteni a Matilda, a kiskorú boszorkányhoz, és egy lehetséges második részben Matilda saját gyermeke is szerepelhetne, tekintve, hogy Mara Wilson azóta felnőtt.
2020. január 28-án jelentették be, hogy a Working Title Films gyártja majd a filmet, a Netflix pedig a streamelésért felel, míg a Sony Pictures Releasing – amely a TriStar Pictures márkanév alatt az 1996-os filmet is forgalmazta – kizárólag az Egyesült Királyságban intézi majd a mozis és házivideós forgalmazást ugyanazon a márkanéven. Ugyanekkor megerősítették, hogy Warchus és Kelly továbbra is részt vesznek a projektben. A koreográfiát Ellen Kane készíti, aki korábban Peter Darling koreográfussal dolgozott a színpadi produkción.

### Szereplőválogatás
2020. május 4-én jelentették be, hogy Ralph Fiennes alakítja majd Miss Trunchbull (ezt a szerepet hagyományosan férfi színészek játsszák a színpadon). Később azonban, 2021. január 14-én bejelentették, hogy végül Emma Thompson kapta meg a szerepet. Ekkor azt is megerősítették, hogy Lashana Lynch játssza majd Miss Honeyt, míg a címszerepet Alisha Weir alakítja, miután Matthew Warchus rendező szerint "felejthetetlen meghallgatást" tartott. Több mint 200 gyermeket választottak ki a Crunchem Hall iskolai tanulóinak szerepére. 2021 áprilisában pedig bejelentették, hogy Stephen Graham, Andrea Riseborough és Sindhu Vee is csatlakozik a szereplőgárdához: Graham Mr. Wormwoodot, Riseborough Mrs. Wormwoodot, Vee pedig Mrs. Phelps könyvtárost alakítja majd.

### Forgatás
Az eredeti tervek szerint a forgatás 2020 augusztusa és decembere között zajlott volna, azonban a koronavírus-világjárvány miatt ezt 2021 tavaszára halasztották. A felvételek elsősorban a surrey-i Shepperton Studios területén készültek, emellett több valós helyszínt is használtak: a hampshire-i, I. fokozatú védettséget élvező jakobinus stílusú Bramshill House szolgált a Crunchem Hall iskolaként, míg Denham falujában vették fel azokat a jeleneteket, amelyek Matilda otthonául szolgáló faluban játszódnak. A gyártás egy része Írországban is zajlott.